# Fengzhen
Fengzhen är en stad på häradsnivå som lyder under Ulanqabs stad på prefekturnivå i den autonoma regionen Inre Mongoliet i norra Kina. Den ligger omkring 130 kilometer öster om regionhuvudstaden Hohhot. 